# Современное пятиборье на летних Олимпийских играх 1988
Летние Олимпийские игры 1988 года (официально Игры XXIV Олимпиады) проводились в Сеуле с 18 сентября по 21 сентября.
Республика Корея стала второй азиатской страной после Японии, принявшей Олимпийские игры. Последние в истории Игры для сборных СССР и ГДР, на протяжении 1970-х и 1980-х доминировавших в мировом спорте.
Сеул—город с 2000-летней историей впервые принимал олимпийцев, В 122 многоэтажных зданиях в двух Олимпийских деревнях разместились 65 пятиборца из 26 стран. Под руководством чемпиона мира венгра Петера Келемена подготовились к своему первому выступлению пятиборцы Южной Кореи.
Участники: 65 из 26 стран.
Самый молодой участник:   Республика Корея Ким Мен-Ген (18 лет, 180 дней)
Старейший участник:   США Боб Ниман (40 лет, 334 дня)
Специалисты, обсуждая шансы претендентов на личную победу, предпочтение отдавали советскому пятиборцу Анатолию Авдееву, имевшему ряд ярких выступлений в сезоне, венграм Ласло Фабиану и Аттиле Мижеру, французу Бузу, итальянцам Даниэле Масала и Карло Массулло. Что касается командных результатов, то было единое мнение, что спор пойдет между командами СССР, Венгрии и Италии.
Сложную головоломку решал и наставник сборной Венгрии. Лишь тренерская интуиция подсказала ему в последний момент поставить к двум титулованным пятиборцам Ласло Фабиану и Аттиле Мижеру Яноша Мартинека, который должен был усилить команду в фехтовании и беге. Большего от него никто не ожидал, но 22-летний пятиборец из Будапешта победил на Олимпиаде в личном зачете.

## Команда СССР
В пятиборье команда во многом зависит от своего лидера. Некогда советская сборная была сильна Игорем Новиковым, затем Павлом Ледневым, а после Московской олимпиады их преемником Анатолием Старостиным. Именно с его именем связывались будущие успехи советской сборной. Задача состояла в том, чтобы подобрать к нему двух надежных партнеров. Однако дисквалификация Старостина после чемпионата мира 1986 года за употребление запрещенного лекарства на стрельбе разрушила план подготовки к Играм, в итоге старшему тренеру сборной Олегу Хапланову пришлось уйти в отставку. С 1987 года сборную СССР возглавил новый старший тренер — Валерий Пуденков, которому формирование команды пришлось начинать сначала.
По итогам отборочных стартов право представлять СССР в Сеуле было доверено: Анатолию Авдееву, Вахтангу Ягорашвили, Герману Юферову и запасному Андрею Тропину — все дебютанты Олимпиады.

## Конкур
18 сентября 1988г. Сеул  Республика Корея, Сеульский Конный парк.
Верховая езда была первым видом соревнований в программе Олимпиады. Выбор организаторами итальянских лошадей оказался неудачным. Обычно победа в первый день ничего не гарантировала команде, зато провал здесь мог лишить её шансов на медали. Это произошло со сборной СССР. Ягорашвили занял 24-е место (980 очков), Юферов—56-е (716 очков), а Авдеев—58-е (680 очков). Так выбыл из борьбы за первое командное место один из главных претендентов. Венгры, учтя уроки прошлогодней неудачи в верховой езде на мировом первенстве, уверенно прошли трассу и утвердились в лидирующей группе.
- Результаты по видам пятиборья.

 Верховая езда.
| Место | Спортсмен                       | Время   | Штрафные очки  | Очки |
| ----- | ------------------------------- | ------- | -------------- | ---- |
| 1.    | Мохаммед Абду Эль-Суад · Египет | 1.39,62 | 0              | 1100 |
| 2.    | Хиросито Сайто · Япония         | 1.44,63 | 4(время)       | 1096 |
| 3.    | Ган Кен-Хе · Республика Корея   | 1.37,00 | 30             | 1070 |
| 4.    | Ли Кинг-Хо · Китайский Тайбэй   | 1.43,92 | 30+2 (время)   | 1068 |
| 5.    | Янош Мартинек · Венгрия         | 1.44,91 | 30+4(время)    | 1100 |
| 6.    | Милан Кадлец · Чехословакия     | 1.45,59 | 30+6(время)    | 1064 |
| 23.   | В. Ягорашвили · СССР            | 1.27,59 | 120            | 980  |
| 54.   | Геман Юферов · СССР             | 1.49,78 | 370+14(время)  | 716  |
| 56.   | Анатолий Авдеев · СССР          | 3.12,49 | 240+180(время) | 680  |

## Фехтование
Воспитанники Ференца Терека доминировали в фехтовании, где Фабиан и Мартинек заняли первое (1051 очко) и второе (990 очков) места. Двойной успех позволил сборной Венгрии закрепиться на первом месте в командном зачете, а Мартинеку стать лидером турнира в личном.

## Плавание
Учитывая возможные потери в стрельбе, венгры стремились упрочить лидирующее положение в третий день соревнований в плавательном бассейне. Все три члена сборной Венгрии показали лучшие результаты. Однако и неудачливые на сей раз советские пятиборцы напомнили о себе. Ягорашвили, Авдеев и Юферов заняли соответственно второе, третье и четвёртое места в плавании, заработав команде 3992 очка. Благодаря этой победе советская сборная вошла в шестерку лучших команд.

## Стрельба
Четвёртый день турнира перевернул все с ног на голову. Команда Венгрии приехала на стрельбище спокойной и уверенной в своих силах. Но за несколько часов стрельбы растеряла своё солидное преимущество над соперниками. Мартинек закончил стрельбу 46-м, пропустив по четырём видам вперед Ягорашвили, который опережал венгра перед кроссом на 29 очков, что означало преимущество в десять секунд.
После стрельбы советская сборная переместилась на 3-е место, уступив венграм 103, а итальянцам 327 очков.

## Кросс
Ещё несколько лет назад кросс считался ахиллесовой пятой венгерских пятиборцев, но в составе нынешней тройки было два быстрых бегуна — Мижер и Мартинек. Именно их скорость и решила исход борьбы в последний день. Первым на дистанцию длиной 4 км ушёл Ягорашвили, за ним через десять секунд отправился Мартинек. Разрыв между ними сразу начал таять. Ко второму километру венгерский пятиборец обошел Ягорашвили и устремился к финишу. В беге результат Мартинека был шестым, а победил в кроссе его товарищ по команде, чемпион мира 1985 года Мижер с результатом 12мин 37,88с. Благодаря этому он переместился в личном зачете с 14-го на 4-е место. Третий участник команды Фабиан финишировал восьмым. Сумма очков, набранная спортсменами, была лучшей и обеспечила им общекомандную победу. Олимпийским чемпионом стал 22-летний венгерский пятиборец Мартинек.

### Неудача советских пятиборцев
Когда-то советские пятиборцы одерживали блестящие победы во многом благодаря бегу. На этот раз кросс похоронил все надежды на призовое место. До конца боролся один Ягорашвили, который уступил будущему чемпиону лишь 22 секунды, хотя раньше проигрывал 30—40 секунд. Он стал бронзовым призёром Игр. Герман Юферов показал средним результат в беге.
В этой непростой ситуации надежды возлагали на Авдеева — одного из признанных бегунов среди пятиборцев мира. Но он, выполняя установку старшего тренера догнать стартовавшего впереди английского спортсмена Брокхауза, слишком резво начал бег и за 500 метров до финиша надломился, а оставшееся расстояние в буквальном смысле доползал. В результате сборная СССР заняла 9-е место в кроссе.

## Итоговые результаты
Таким образом, венгры в споре сильнейших пятиборцев мира сделали седьмой дубль, из них второй олимпийской. Успешно выступила команда Италии. Массулло стал серебряным призёром Олимпиады, а команда к золоту Лос-Анджелеса прибавила серебро Сеула. Бронзовые медали вручены команде Великобритании, которая после золотых наград в 1976 году второй раз удостаивается олимпийских медалей. Команда СССР заняла 5-е в общекомандном зачете, Вахтанг Ягорашвили завоевал бронзовую медаль в личном первенстве.

## Медалисты
| Дисциплина           | Золото                                                      | Серебро                                                           | Бронза                                                                |
| Личное первенство    | Янош Мартинек Венгрия (HUN)                                 | Карло Массулло Италия (ITA)                                       | Вахтанг Ягорашвили СССР (URS)                                         |
| Командное первенство | Венгрия (HUN) · Янош Мартинек · Аттила Мижер · Ласло Фабиан | Италия (ITA) · Карло Массулло · Даниэле Масала · Джанлука Тиберти | Великобритания (GBR) · Ричард Фелпс · Доминик Махоуни · Грэм Брукхаус |

## Страны
| № | Страна         | Золото | Серебро | Бронза | 4 место | 5место | 6место | Условные очки | Медали |
| 1 | Венгрия        | 2      | 0       | 0      | 1       | 0      | 0      | 17            | 2      |
| 2 | Италия         | 0      | 2       | 0      | 0       | 0      | 0      | 10            | 2      |
| 3 | СССР           | 0      | 0       | 1      | 0       | 1      | 0      | 6             | 1      |
| 4 | Великобритания | 0      | 0       | 1      | 0       | 0      | 1      | 5             | 1      |
| 5 | Франция        | 0      | 0       | 0      | 1       | 1      | 0      | 5             | 0      |
| 6 | Чехословакия   | 0      | 0       | 0      | 0       | 0      | 1      | 1             | 0      |

## Результаты

### Индивидуальный зачёт
| Место | Спортсмен                   | Возраст | Конкур | Фехтование | Плавание     | Стрельба | Кросс         | Сумма |
| 1     | Янош Мартинек Венгрия       | 23      | 1066   | 990        | 1264/3:21.47 | 868/188  | 1216/13:03.19 | 5504  |
| 2     | Карло Массулло Италия       | 31      | 1010   | 881        | 1204/3:28.74 | 1044/196 | 1240/12:55.86 | 5379  |
| 3     | Вахтанг Ягорашвили СССР     | 24      | 980    | 915        | 1344/3:11.23 | 978/193  | 1150/13:25.91 | 5367  |
| 4     | Аттила Мижер Венгрия        | 27      | 1010   | 847        | 1196/3:29.86 | 934/191  | 1294/12:37.88 | 5281  |
| 5     | Кристоф Рюэ Франция         | 23      | 968    | 779        | 1348/3:10.58 | 934/191  | 1213/13:04.47 | 5242  |
| 6     | Ричард Фелпс Великобритания | 27      | 964    | 898        | 1304/3:16.35 | 868/188  | 1195/13:10.96 | 5229  |
| 7     | Ласло Фабиан Венгрия        | 25      | 876    | 1051       | 1304/3:16.35 | 802/185  | 1168/13:19.24 | 5201  |
| 8     | Жоэль Бузу Франция          | 32      | 1004   | 983        | 1172/3:32.51 | 868/188  | 1171/13:18.51 | 5198  |
| 20    | Герман Юферов СССР          | 25      | 716    | 949        | 1324/3:13.82 | 934/191  | 1084/13:47.16 | 5007  |
| 35    | Анатолий Авдеев СССР        | 27      | 680    | 871        | 1324/3:13.75 | 890/189  | 1075/13:50.92 | 4840  |

### Командный зачёт
| 1 | Венгрия        | А. Мижер, Я. Мартинек, Л. Фабиан              | 15886 |
| 2 | Италия         | К. Массулло, Д. Масала, Д. Тиберти            | 15571 |
| 3 | Великобритания | Г. Брукхаус, Р. Фелпс, Д. Махоуни             | 15276 |
| 4 | Франция        | Кристоф Рюэ, Жоэль Бузу, Бруно Génard         | 15268 |
| 5 | СССР           | В. Ягорашвили, Герман Юферов, Анатолий Авдеев | 15214 |
| 6 | Чехословакия   |                                               | 15043 |
| 7 | Швейцария      |                                               | 14863 |
| 8 | Мексика        |                                               | 14785 |